# Олива Иерусалима
Олива Иерусалима — премия, учреждённая движением «Шиват Цион» («Возвращение в Сион»). Выдаётся ежегодно репатриантам из СССР и СНГ, работающим на пользу Израиля в неформальных рамках и не попавших в израильский истеблишмент за литературные, научные, культурные и общественные достижения, имеющие (по мнению жюри) значение для еврейского народа. Премия присуждается по более чем десяти номинациям, одним из условий является отсутствие у номинантов других премий или иных знаков признания за соответствующие заслуги. Инициатором премии является журналист и издатель Александр Разгон. Председателем жюри — правозащитник рав Иосиф Менделевич.

## Номинации
Ежегодно премия присуждается по номинациям:
- «Крутой подъем» — за развитие израильского общества;
- «Линия и цвет» — за достижения в области изобразительного искусства и кинематографии;
- «Звук и жест» — за развитие исполнительского искусства;
- «Страницы и строки» — за вклад в развитие еврейской литературы;
- «Еврейская мысль»;
- «Сфат ами» («Язык моего народа»);
- «Связь времён»;
- «Личное мужество»;

В отдельные годы премия присуждалась и по другим номинациям.

## Лауреаты премии
- Эли Бар-Яалом, поэт (2007)[5]
- Михаил (Моше) Гончарок, историк (2006)[1]
- Ион Деген(2009), поэт[3]
- Борис Камянов, поэт (2006, 2009)[1][3]
- Даниэль Клугер, поэт (2008)[4]
- Марина Меламед, писатель (2007)[6]
- Юрий Поволоцкий, композитор (2007)[7]
- Элиягу Рипс, математик (2008)[4]
- Юлия Сегаль, скульптор (2006)[1]
- Александр Фельдман, политик (2008)[4]
- Эфраим Холмянский, активист еврейского движения (2008)[4]
- Арон Шнеер, историк (2007)[8]
- Виктория Блиндер, писатель (2006)
- Александр Йонатан Видгоп, основатель института еврейской семейной истории Am haZikaron, писатель (2007)[9]

а также историк Михаил Бейзер (2005), писатель Александр Фильцер (2011)
- Александр Казарновский, писатель (2005)

и другие.